# Les Mines du roi Salomon (film, 1950)
Pour les articles homonymes, voir Les Mines du roi Salomon.
Pour plus de détails, voir Fiche technique et Distribution.
Les Mines du roi Salomon (King Solomon's Mines) est un film américain réalisé par Compton Bennett et Andrew Marton, sorti en 1950.

## Synopsis
En 1897, Elizabeth Curtis et son frère John engagent le chasseur de renom Allan Quatermain pour traverser les régions inexplorées d'Afrique de l'est à la recherche d'Henry Curtis, époux de madame Curtis, porté disparu depuis près d'un an et demi après être parti en expédition pour retrouver les mines de diamants du Roi Salomon.

## Fiche technique
- Titre : Les Mines du roi Salomon
- Titre original : King Salomon's Mines
- Réalisation : Compton Bennett, Andrew Marton
- Production : Sam Zimbalist
- Société de production : Metro-Goldwyn-Mayer
- Scénario : Helen Deutsch d'après le roman de Henry Rider Haggard
- Musique : Mischa Spoliansky
- Images : Robert Surtees
- Montage : Conrad A. Nervig et Ralph E. Winters
- Direction artistique : Cedric Gibbons et Paul Groesse
- Costumes : Walter Plunkett
- Genre : film d'aventures
- Pays d'origine : États-Unis
- Format : Couleur (Technicolor) - Son : Mono (Western Electric Sound System)
- Durée : 103 minutes
- Date de sortie : 24 novembre 1950 (États-Unis)
- Remake du film de Robert Stevenson en 1937, avec Sir Cedric Hardwicke, John Loder, Anna Lee, Robert Young et Paul Robeson....La Version de 1937
- Affiches : Gilbert Allard, Roger Rojac (France)

## Distribution
- Deborah Kerr  (V.F. : Jacqueline Porel) : Elizabeth Curtis
- Stewart Granger  (V.F. : Raymond Loyer) : Allan Quatermain
- Richard Carlson (V.F. : Roger Rudel) : Jean Goode
- Hugo Haas (V.F. : Raymond Destac) : Van Brun/Smith
- Lowell Gilmore (V.F. : Maurice Dorleac) : Eric Masters
- Kimursi : Khiva
- Sekaryongo : le chef Gagool
- Baziga : le roi Twala
- Siriaque : Umbopa
- John Banner (V.F. : Jacques Erwin) : Austin

## DVD
- France : Le film est sorti en DVD le 7 juin 2006 chez Warner Home Vidéo France au format 1.33:1 plein écran en français et anglais 2.0 mono avec sous-titres français. Pas de suppléments inclus. Il s'agit d'une édition Zone 2 Pal.